# Kleiner Kiel

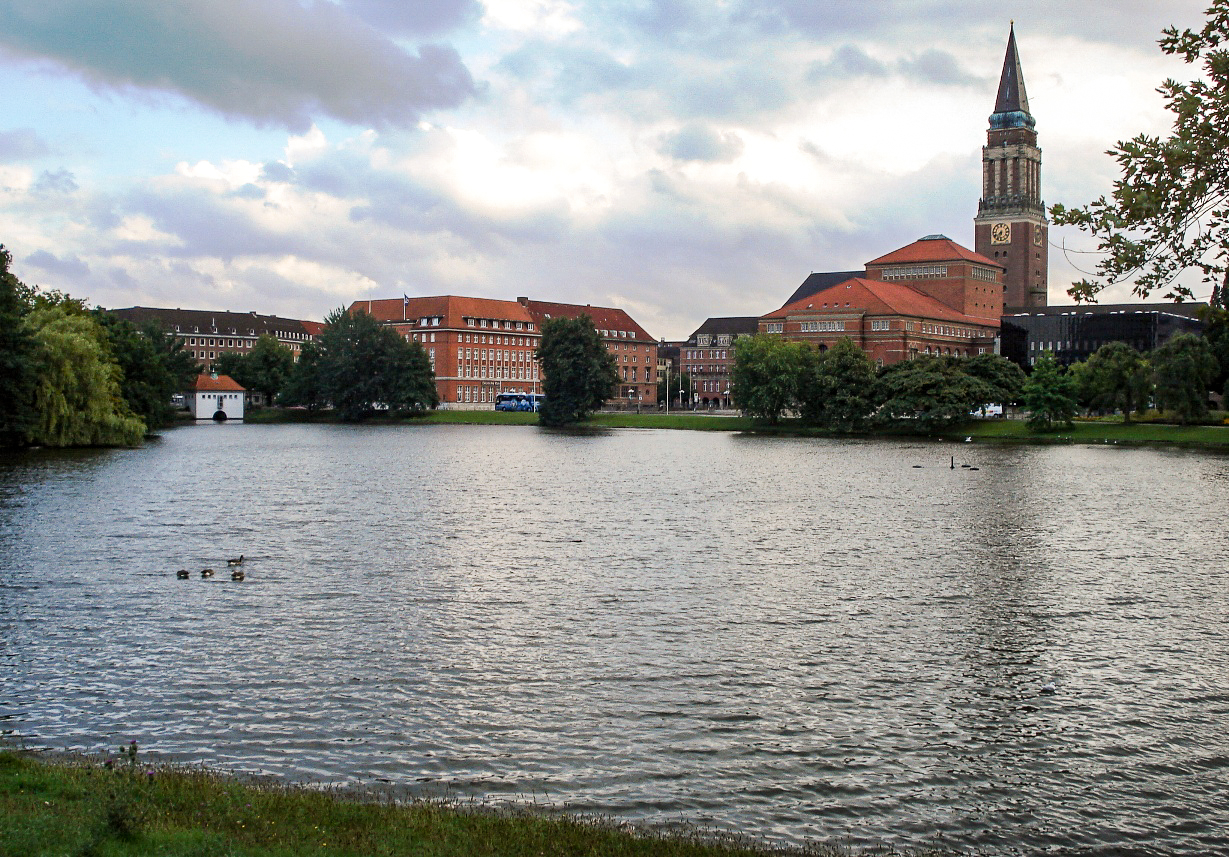
Kleiner Kiel 2008 – westlicher Teil (im Hintergrund der Rathausturm, davor das Opernhaus)

Der Kleine Kiel ist ein seichtes Binnengewässer in der Landeshauptstadt Kiel, das durch eine Brücke in zwei Teile zergliedert ist. Durch seine Verbindung zur Kieler Förde handelt es sich bei dem Kleinen Kiel um ein Brackwasser.

## Geschichte

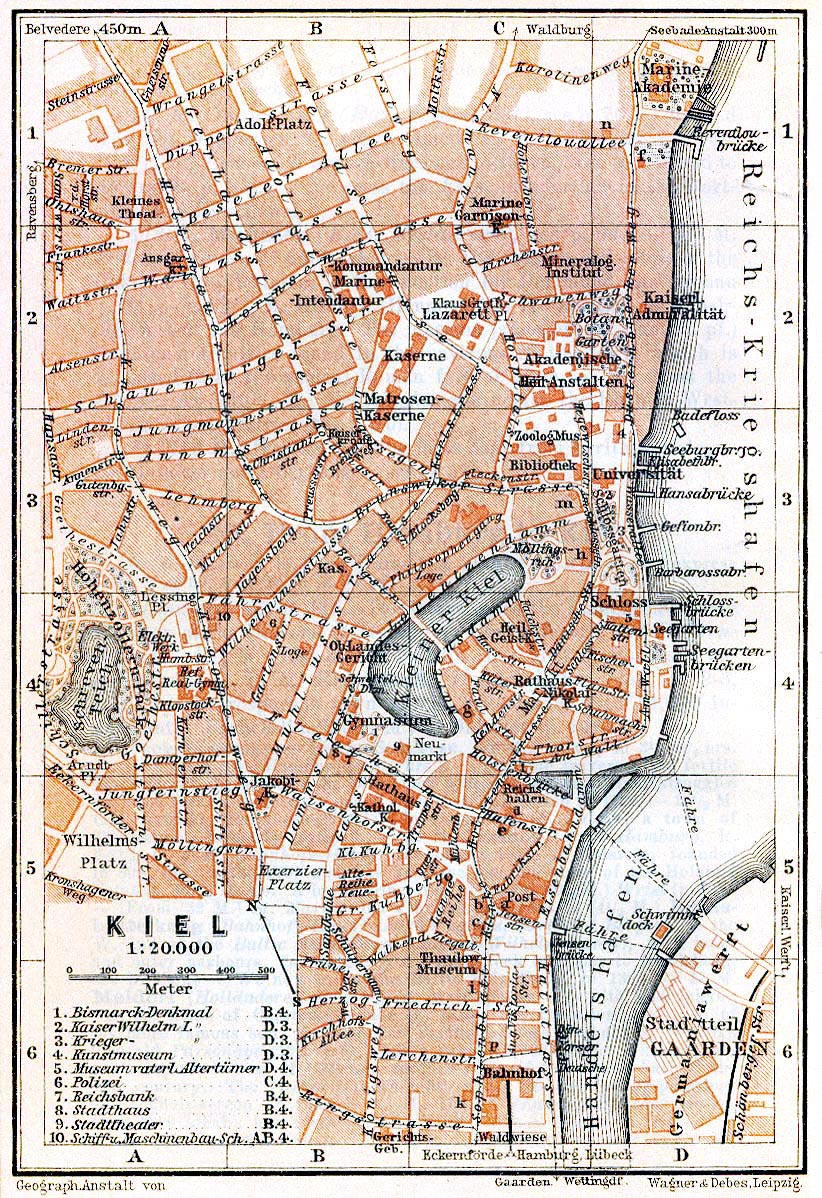
Kleiner Kiel 1910

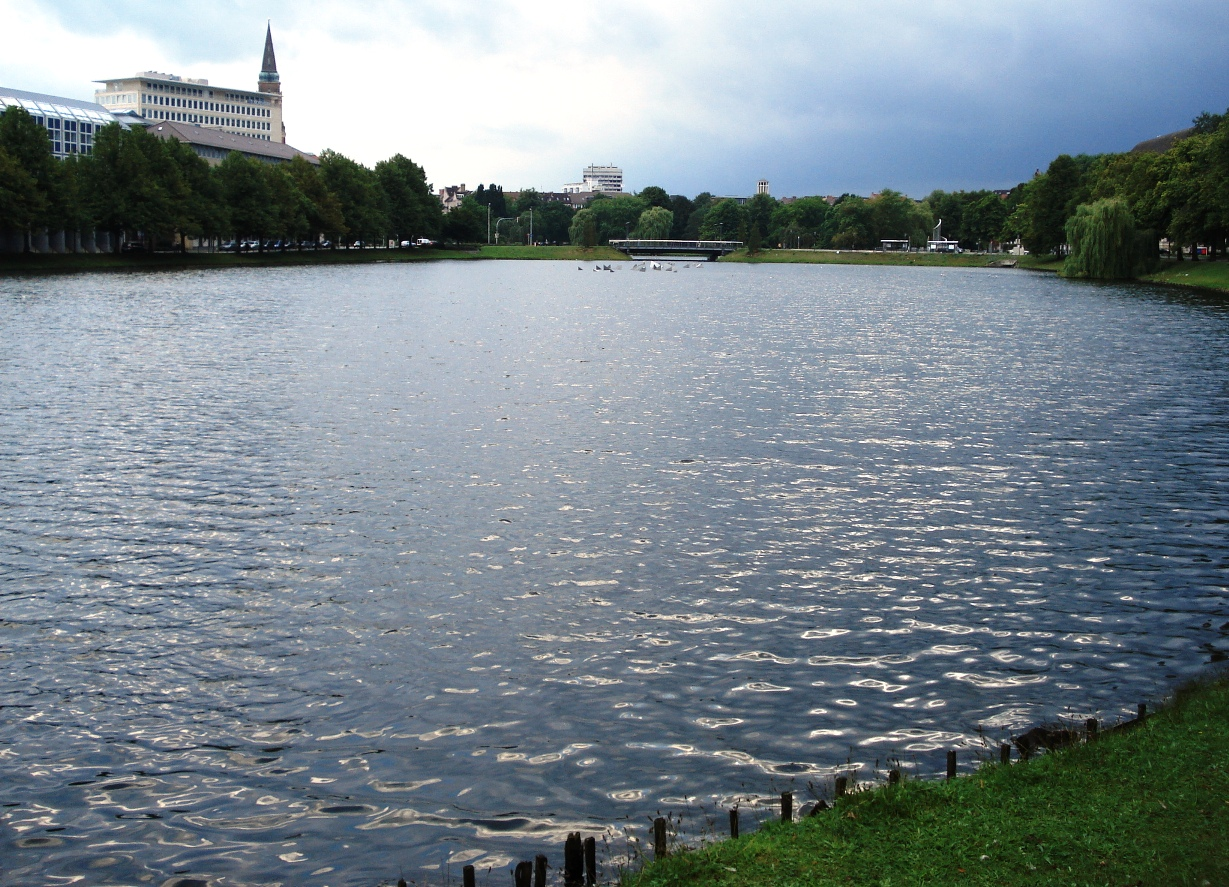
Kleiner Kiel 2008 – nördlicher Teil

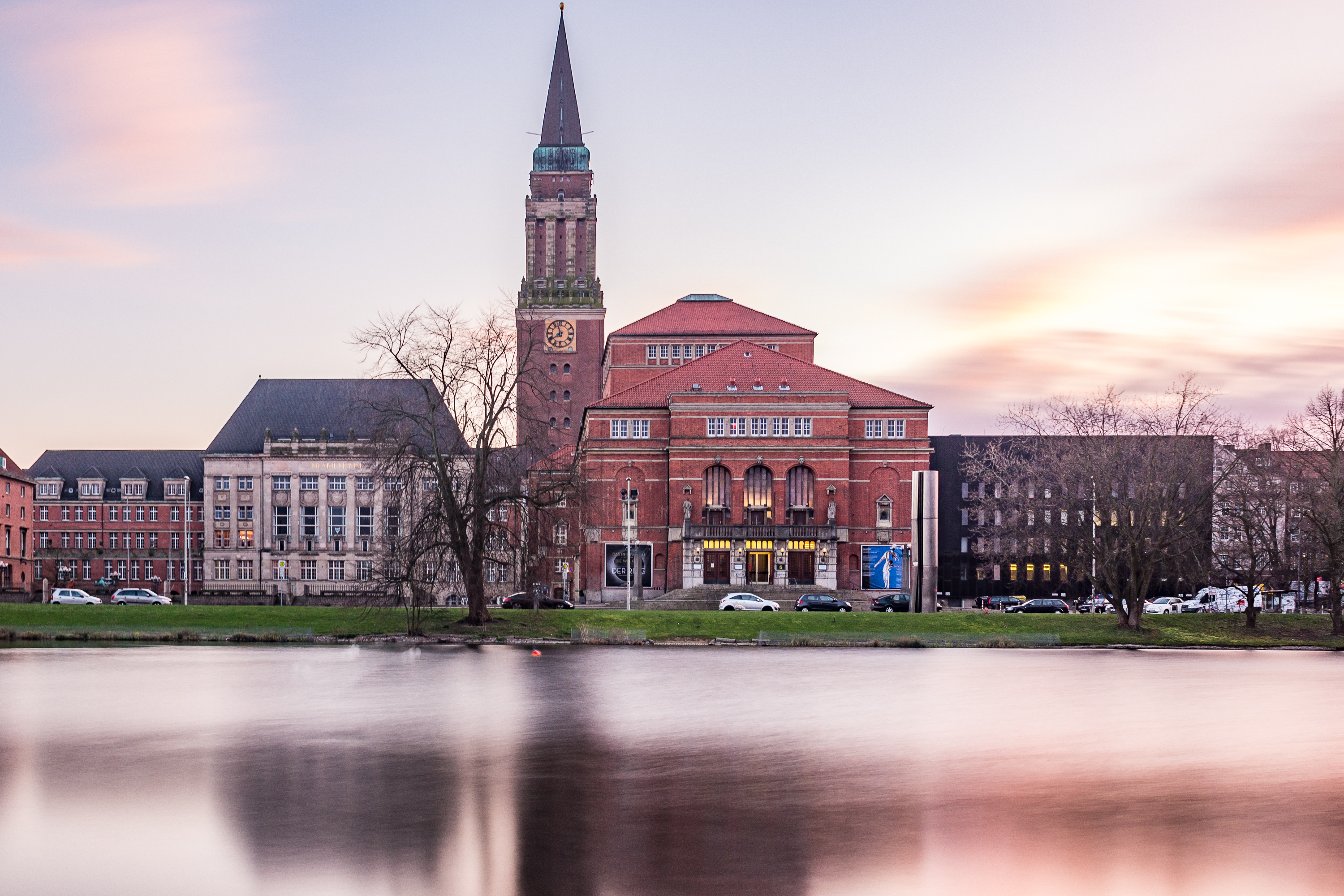
Blick auf das Rathaus und Opernhaus am Kleinen Kiel.

Kleiner Kiel 1796

Bis 1846 bildete der Kleine Kiel mit dem heutigen Kieler Bootshafen einen durchgehenden Seitenarm der Kieler Förde. Die damalige Stadt Kiel, die heutige Altstadt, stand damit auf einer Halbinsel. Im Norden befand sich zwischen der Kieler Förde und dem Kleinen Kiel eine sumpfige Niederung, an der eine Burg, das heutige Kieler Schloss, den Zugang sicherte. Somit war die Kieler Altstadt fast vollständig von dem Wasser der Förde umgeben.
1846 wurde die Verbindung zwischen Kieler Bootshafen und Kieler Förde verschmälert und mit einer Brücke versehen.
1889 wurde der Kleine Kiel durch eine etwa 160 Meter lange Holzbrücke geteilt. Diese wurde 1909 nach Aufschüttungen an beiden Ufern durch eine größere und nur etwa 20 Meter lange Eisenbetonbrücke ersetzt. 2001 wurde an selber Stelle eine neue Brücke errichtet, die Emil-Lueken-Brücke genannt wird.
1904 wurde die Holstenbrücke an der Nahtstelle zwischen Kleinem Kiel und Kieler Bootshafen abgerissen und die Wasserverbindung bis auf ein 230 Meter langes Verbindungsrohr zugeschüttet.
1982 wurde die Verbindung von Kieler Bootshafen und Kieler Förde ebenfalls bis auf ein 150 Meter langes Verbindungsrohr auf breiter Fläche zugeschüttet.
2020 wurde Wasser aus dem Kleinen Kiel in den in diesem Jahr eröffneten Kleinen Kiel-Kanal eingeleitet.
Am 9. Januar 2022 wurde der Kleine Kiel durch ein geplatztes Rohr des Kieler Fernwärmenetzes mit Wasser aus dem Fernwärmenetz gefüllt. Da die Betreibergesellschaft Kieler Stadtwerke das Wasser im Fernwärmenetz im November 2021 mit umweltverträglichem Kontrastmittel gefüllt hatte, um Lecks zu erkennen, wurde der Kleine Kiel zu großen Teilen grün eingefärbt.

## Namensgebung
Der Begriff Kiel kommt vom Niederdeutschen Wort für „Keil“ und bedeutet hier höchstwahrscheinlich die Förde. Bis 1864 gab es zwei Keile: Die Kieler Förde als Wasser-Keil ins Schleswig-Holsteinische Festland, ein „Großer Kiel“, und innerhalb dieser den Wasser-Keil südwestlich der Kieler Altstadt, ein „Kleiner Kiel“. Im Laufe der Zuschüttungen ist die Bedeutung verblasst, der Name jedoch erhalten geblieben. Der heute durch die nur 20 Meter lange Emil-Lueken-Brücke getrennte Kleine Kiel lässt vergessen, dass die Ufer hier bis 1889 nur mit dem Schiff überwindbare 116 Meter auseinanderlagen.

## Umgebung
Am westlichen Ende des Sees befinden sich der Hiroshimapark und das Opernhaus Kiel, am östlichen Ende im Ratsdienergarten das Denkmal für Klaus Groth. Am Nordufer (Lorentzendamm) liegen u. a. das Justizministerium des Landes Schleswig-Holstein (zuvor Oberlandesgericht Kiel), die Zentrale der Förde Sparkasse (vorher Kieler Spar- und Leihkasse) und das Mutterhaus der Sankt-Heinrich-Schwestern im DRK.